# Bryan Edwards

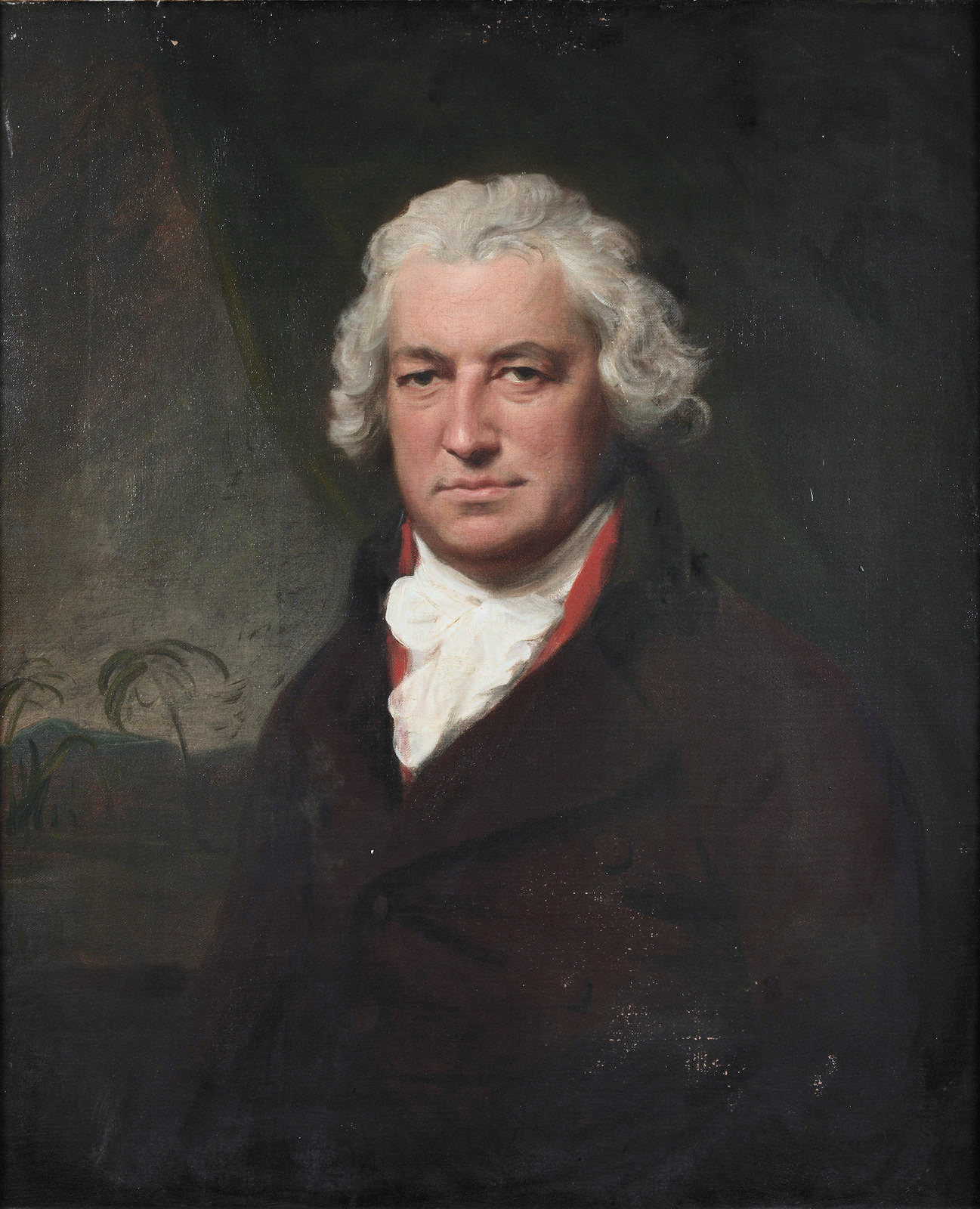
Retrato de Bryan Edwards, por Lemuel Francis Abbott.

Bryan Edwards (21 de mayo de 1743-1800) fue un político y colonista inglés. Publicó la obra History of the West Indies (1793) que se reconoció como la historia establecida de las Indias Occidentales en la que obras subsecuentes se basaron.

## Familia
Edwards, nacido el 21 de mayo de 1743 en Westbury, Inglaterra, era el hijo mayor de Bryan Edwards, quien murió en 1756, y Elizabeth Bayly quienes tuvieron cinco más hijos juntos. Un tío maternal, Zachary Bayly, quien era un adinerado dueño de haciendas y esclavos en Jamaica, apoyo la familia después de que muriese Edwards. Financió la educación de Edwards en Brístol hasta 1759 cuando se mudó a Jamaica para ayudar manejar las haciendas de azúcar de su tío.

## Obras
- Thoughts on the late Proceedings of Government respecting the Trade of the West India Islands with the United States of America (1784)
- History of the West Indies (1797)

## Mérito
En 1794, Edwards fue elegido como un Miembro de la Royal Society.